# Krzepice (Sainte-Croix)
Pour les articles homonymes, voir Krzepice (homonymie).
Krzepice est une localité polonaise de la gmina de Secemin, située dans le powiat de Włoszczowa en voïvodie de Sainte-Croix.